# Lastovce
Lastovce este o comună slovacă, aflată în districtul Trebišov din regiunea Košice. Localitatea se află la altitudinea de 173 m deasupra n.m., se întinde pe o suprafață de 15,25 km2 și în 2017 număra 1.185 de locuitori.

## Istoric
Localitatea Lastovce este atestată documentar din 1266.

## Demografie
| An:                | 1994 | 2004    | 2014   | 2024    |
| ------------------ | ---- | ------- | ------ | ------- |
| Număr de persoane: | 865  | 1060    | 1147   | 1275    |
| Diferență:         |      | +22,54% | +8,20% | +11,15% |

| An:                | 2023 | 2024   |
| ------------------ | ---- | ------ |
| Număr de persoane: | 1274 | 1275   |
| Diferență:         |      | +0,07% |